# Paloma Faith
Paloma Faith, geboren als Paloma Faith Blomfield (Hackney, 21 juli 1981), is een Britse singer-songwriter en actrice. In 2009 verscheen haar debuutalbum Do You Want the Truth or Something Beautiful? Ze verwerkt soul- en jazzinvloed in haar muziek. Visueel valt ze op door haar excentrieke outfits.
Als actrice had ze gastrollen in enkele tv-series en speelde ze in Terry Gilliams The Imaginarium of Doctor Parnassus.

## Biografie
Paloma's Spaanse vader en Engelse moeder scheidden van elkaar toen ze nog kleuter was. Ze groeide op bij haar moeder in Stoke Newington. Als kind volgde ze balletles. Na haar middelbare school ging ze naar een dansschool in Leeds, maar dat was een negatieve ervaring. Daarna ging ze theater studeren aan het Central Saint Martins College of Art and Design in Londen.
Vanaf 2006 speelde ze gastrollen in tv-series als Holby Blue. In 2009 speelde ze een rol in The Imaginarium of Doctor Parnassus.
In 2009 brak ze door als zangeres met de singles Stone Cold Sober en New York. In september 2009 verscheen haar debuutalbum Do You Want the Truth or Something Beautiful? Ze trad op in BBC-programma's als Later with Jools Holland, en trok op tournee door het Verenigd Koninkrijk en Ierland.
In mei 2012 verscheen haar tweede album Fall to Grace. Hierop werkte ze onder anderen met producer Nellee Hooper. In dit album verwerkte ze persoonlijke tragiek. De single Picking Up the Pieces bereikte de zevende plaats in de Britse hitparade.
In 2015 speelde ze een kleine gastrol in de film La giovinezza (Youth) van Paolo Sorrentino.
In 2019 werd ze gecast voor de vaste rol van Bet Sykes in de tv-serie Pennyworth.
Zowel in 2010 als in 2015 trad ze op in Paradiso in Amsterdam.

## Stijl
Stilistisch is Faith beïnvloed door soul- en jazzzangeressen als Billie Holiday en Etta James. Qua zangstijl wordt ze ook vergeleken met haar landgenotes Amy Winehouse en Duffy. 
Haar teksten zijn persoonlijk, somber en poëtisch en bevatten donkere humor. In het liedje New York vergelijkt ze de stad met een geliefde voor wie een man haar in de steek gelaten heeft.

## Discografie

### Studioalbums
- Do You Want the Truth or Something Beautiful? (2009)[2]
- Fall to Grace (2012)
- A Perfect Contradiction (2014)
- The Architect (2017)
- Infinite Things (2020)

### Albums
| Album met eventuele hitnotering(en) in de Nederlandse Album Top 100 | Datum van verschijnen | Datum van binnenkomst | Hoogste positie | Aantal weken | Opmerkingen |
| ------------------------------------------------------------------- | --------------------- | --------------------- | --------------- | ------------ | ----------- |
| Do You Want the Truth or Something Beautiful?                       | 25-09-2009            | 17-10-2009            | 50              | 2            |             |
| Fall to Grace                                                       | 28-05-2012            | -                     | -               | -            |             |
| A Perfect Contradiction                                             | 07-03-2014            | 15-03-2007            | 41              | 4            |             |

Singles
| Single met eventuele hitnotering(en) in de Nederlandse Top 40 | Datum van verschijnen | Datum van binnenkomst | Hoogste positie | Aantal weken | Opmerkingen |
| ------------------------------------------------------------- | --------------------- | --------------------- | --------------- | ------------ | ----------- |
| Can't Rely on You                                             | 2014                  | 08-02-2014            | tip2            | 7            |             |

| Single met hitnotering(en) in de Vlaamse Ultratop 50 | Datum van verschijnen | Datum van binnenkomst | Hoogste positie | Aantal weken | Opmerkingen |
| ---------------------------------------------------- | --------------------- | --------------------- | --------------- | ------------ | ----------- |
| Can't Rely on You                                    | 2014                  | 12-04-2014            | 18              | 11           |             |

## Filmografie

### Films
- 2007 - St Trinian's
- 2009 - The Imaginarium of Doctor Parnassus
- 2009 - Dread
- 2011 - A Nice Touch (korte film)
- 2012 - Blandings
- 2015 - Youth

### Gastrollen in tv-series
- 2006 - Mayo
- 2007 - Holby Blue
- 2007 - Dogface
- 2010 - Coming Up
- 2019 - Pennyworth

- Gemeinsame Normdatei: 139293841
- International Standard Name Identifier: 0000 0000 7852 6740
- Library of Congress Control Number: nb2013020383
- MusicBrainz: f23f6dd0-bfb0-43d5-bf06-eae4315db502
- Nationale Bibliotheek van Tsjechië: xx0112482
- Virtual International Authority File: 103684761